# Ібрагім Калин
Ібрагім Калин (тур. İbrahim Kalın; нар. 15 вересня 1971, Стамбул) — турецький науковець, державний діяч і дипломат. З 11 грудня 2014 року посол як офіційний представник президента Турецької Республіки. З 2018 року також виконує функції заступника комітету президента з безпеки та зовнішньої політики та заступника голови головного радника президента. З 5 червня 2023 року голова турецької служби безпеки.

## Біографія

### Академічна діяльність
Народився 1971 року в Стамбул у родині родом з Ерзурума. 1992 року закінчив історичне відділення літературного факультету Стамбульського університету. Здобув ступінь магістра в Малайзії. Захистив докторську дисертацію в Університеті Джорджа Вашингтона у галузі гуманітарних наук і порівняльної філософії, захистивши дисертацію про погляди Мулли Садра на існування і філософії знання (2002). Займався дослідженнями в центрі ісламських досліджень релігійного фонду Туреччини. Читав лекції про ісламську думку та відносини між ісламом та Заходом у коледжі Святого Хреста, Джорджтаунському та Бількентському університетах. Провадив академічні дослідження з філософії, ісламської думки й ісламської філософії. Навчаючись у докторантурі, вивчав «теорію пізнання мулли Садра та можливість антисуб'єктивістської гносеології». Переклав книгу «Думка про існування в ісламі» японського дослідника Тосіхіко Ідзуцу і книги «Листи муршидіна» Мулая Ель-Арабі Ед-Даркаві, засновника гілки Даркавіє ордена Лазеліє. Також переклав статтю «Стамбул: місто ісламу» Галіла Іналджика.
У 2005—2009 роках був президентом-засновником Фонду політичних, економічних і соціальних досліджень. 2007 року вийшла його книга «Іслам і Захід». За це дослідження вшанований нагородою «Премія думки» від Спілки письменників Туреччини. Зробив свій внесок в енциклопедичні роботи, як-от Macmillan Encyclopedia of Philosophy, Encyclopedia of Religion й Oxford Dictionary of Islam. Автор таких праць як-от «Розум і чеснота» (2014), «Існування та розуміння» (2015) та «Я, інший і не лише: введення в історію відносин між Ісламом і Заходом» (2016).
2011 року призначений членом Опікунської ради Університету Ахмета Ясаві. З 2019 року читає лекції аспірантам в галузі ісламської філософії в Університеті Ібн Халдуна. Отримав звання професора 29 травня 2020 року.

## Державна діяльність
2009 року призначений на посаду головного радника прем'єр-міністра із зовнішньої політики. Став першим координатором координаційного центру прем'єр-міністра з питань публічної дипломатії, створеного у січні 2010 року. 2012 року став заступником радника прем'єр-міністра. Коли Реджеп Тайїп Ердоган став президентом, його призначили заступником генерального секретаря президента. 2014 року призначений «прессекретарем президента», отримавши титул «посла» від Реджепа Тайїпа Ердогана. З 2018 року виконував обов'язки віцепрезидента Ради з безпеки та зовнішньої політики президента та головного радника президента. 2023 року призначений головою Національної розвідки Туреччини.

### Особисте життя
Одружений, має двох дітей. Крім роботи в академічних колах й уряді, виявляє великий інтерес до мистецтва, особливо до народної музики. Серед написаних ним творів — «Якщо він не видасть тебе за мене» та «Сестра Еліф».

## Праці

### Авторські роботи
- Іслам і Захід
- Існування та розуміння: уява знання Мулли Садра
- Інтелект і чеснота: соціальна уява Туреччини
- Я, інший і не лише: введення в історію відносин між Ісламом і Заходом
- Туреччина у деталях
- Ісламофобія: Проблема плюралізму у XXi столітті
- Варварська сучасна цивілізація
- Пелена та значення

### Переклади
- Листи Муршида

## Нагороди
- Орден «За заслуги» III ступеня (22 серпня 2020 року, Україна) — за вагомий особистий внесок у зміцнення міжнародного авторитету України, розвиток міждержавної співпраці, плідну громадську діяльність[14].